# Campionato Sammarinese 2013-2014
Il Campionato Sammarinese 2013-2014 è stato il 29º campionato di San Marino.
La stagione è iniziata il 13 settembre 2013 e si è conclusa il 27 maggio 2014. La squadra La Fiorita ha vinto il titolo per la terza volta nella sua storia.

## Fase a gironi

### Gruppo A
|  | Pos. | Squadra    | Pt | G  | V  | N | P  | GF | GS | DR  |
|  | ---- | ---------- | -- | -- | -- | - | -- | -- | -- | --- |
|  | 1.   | Tre Fiori  | 41 | 21 | 12 | 5 | 4  | 24 | 13 | +11 |
|  | 2.   | Tre Penne  | 37 | 21 | 10 | 7 | 4  | 27 | 17 | +10 |
|  | 3.   | Faetano    | 36 | 21 | 10 | 6 | 5  | 21 | 16 | +5  |
|  | 4.   | Libertas   | 31 | 21 | 8  | 7 | 6  | 26 | 26 | 0   |
|  | 5.   | Virtus     | 16 | 21 | 3  | 7 | 11 | 16 | 29 | -13 |
|  | 6.   | Fiorentino | 16 | 21 | 4  | 4 | 13 | 19 | 36 | -17 |
|  | 7.   | Murata     | 12 | 21 | 3  | 3 | 15 | 9  | 24 | -15 |
|  | 8.   | Domagnano  | 9  | 21 | 2  | 3 | 16 | 13 | 39 | -26 |

Legenda:

      Ammesse ai play-off scudetto

### Gruppo B
|                       | Pos. | Squadra        | Pt | G  | V  | N | P  | GF | GS | DR  |
| --------------------- | ---- | -------------- | -- | -- | -- | - | -- | -- | -- | --- |
| San Marino (bandiera) | 1.   | La Fiorita     | 46 | 20 | 14 | 4 | 2  | 47 | 18 | +29 |
|                       | 2.   | Cosmos         | 38 | 20 | 12 | 2 | 6  | 44 | 26 | +18 |
|                       | 3.   | Folgore        | 38 | 20 | 11 | 5 | 4  | 36 | 18 | +18 |
|                       | 4.   | Juvenes/Dogana | 37 | 20 | 10 | 7 | 3  | 35 | 20 | +15 |
|                       | 5.   | Pennarossa     | 34 | 20 | 10 | 4 | 6  | 28 | 19 | +9  |
|                       | 6.   | Cailungo       | 20 | 20 | 5  | 5 | 10 | 27 | 42 | -15 |
|                       | 7.   | San Giovanni   | 14 | 20 | 3  | 5 | 12 | 23 | 52 | -29 |

Legenda:

      Ammesse ai play-off scudetto

### Risultati
|                  | Cai  | Cos  | Dom  | Fae  | Fio  | Fol  | Juv  | LaF  | Lib  | Mur  | Pen  | SGi  | TFi  | TPe  | Vir  |
| ---------------- | ---- | ---- | ---- | ---- | ---- | ---- | ---- | ---- | ---- | ---- | ---- | ---- | ---- | ---- | ---- |
| Cailungo         | –––– | 0-5  | 4-2  | 0-1  |      | 0-4  | 0-0  | 0-6  | 1-2  | 3-0  | 1-1  | 3-1  |      | 1-1  |      |
| Cosmos           | 3-1  | –––– | 4-0  | 5-2  |      | 0-1  | 2-1  | 1-3  |      | 0-1  | 0-1  | 2-1  | 1-0  |      |      |
| Domagnano        |      |      | –––– | 1-3  | 2-3  | 0-3  | 0-4  | 0-2  | 1-2  | 1-4  |      | 2-0  | 0-1  | 0-1  | 1-1  |
| Faetano          |      |      | 0-1  | –––– | 2-0  | 1-1  | 1-3  |      | 2-1  | 2-1  | 0-0  | 4-2  | 0-1  | 0-0  | 1-1  |
| Fiorentino       | 2-3  | 1-2  | 1-1  | 2-3  | –––– | 1-3  | 3-3  | 0-3  | 0-1  | 1-0  |      | 1-1  | 2-3  | 2-1  | 1-0  |
| Folgore/Falciano | 3-1  | 0-3  |      |      |      | –––– | 1-1  | 0-1  |      |      | 1-2  | 1-1  | 2-1  | 1-1  | 2-0  |
| Juvenes/Dogana   | 2-1  | 0-3  |      |      |      | 3-3  | –––– | 2-1  | 0-0  | 1-0  | 3-2  | 3-0  |      | 1-0  |      |
| La Fiorita       | 4-3  | 2-0  |      | 2-2  |      | 2-0  | 1-3  | –––– |      |      | 2-1  | 5-3  | 1-1  |      | 1-0  |
| Libertas         |      | 1-1  | 2-0  | 1-2  | 4-0  | 0-2  |      | 1-1  | –––– | 1-0  | 1-2  |      | 1-1  | 0-2  | 4-1  |
| Murata           |      |      | 2-0  | 0-4  | 0-0  | 0-2  |      | 0-4  | 1-1  | –––– | 0-1  | 1-2  | 0-2  | 0-1  | 0-0  |
| Pennarossa       | 1-0  | 4-0  | 1-1  |      | 5-3  | 0-1  | 0-0  | 0-2  |      |      | –––– | 2-0  | 1-2  | 0-2  |      |
| San Giovanni     | 2-2  | 4-4  |      |      |      | 0-5  | 0-4  | 1-4  | 1-0  |      | 0-2  | –––– | 2-2  | 0-3  | 2-1  |
| Tre Fiori        | 1-2  |      | 3-1  | 3-0  | 2-1  |      | 1-0  |      | 0-0  | 2-1  |      |      | –––– | 1-3  | 3-3  |
| Tre Penne        |      | 2-3  | 2-1  | 1-1  | 1-0  |      |      | 0-0  | 0-0  | 2-1  |      |      | 0-2  | –––– | 1-0  |
| Virtus           | 1-1  | 1-5  | 4-1  | 0-3  | 2-0  |      | 1-1  |      | 0-1  | 4-1  | 0-2  |      | 0-3  | 1-1  | –––– |

## Play-off
Viene utilizzato il formato della doppia eliminazione. Le vincenti di ogni gara seguono la linea a destra mentre le perdenti seguono la linea verso il basso.
|  |           |           |         |   |            |            |            |            |   |           |           |            |            |   |  |         |           |           |   |  |  |            |            |   |  |  |  |  |  |  |
|  | Cosmos    | Cosmos    | 0 (4)   |   |            |            |            |            |   |           | Tre Fiori | Tre Fiori  | 0 (4)      |   |  |         |           |           |   |  |  |            |            |   |  |  |  |  |  |  |
|  | Faetano   | Faetano   | 0 (3)   |   | La Fiorita | La Fiorita | 0 (1)      |            |   | Tre Fiori | Tre Fiori | 0          |            |   |  |         |           |           |   |  |  |            |            |   |  |  |  |  |  |  |
|  |           |           |         |   |            | Cosmos     | Cosmos     | 0          |   |           |           |            |            |   |  | Folgore | Folgore   | 1         |   |  |  |            |            |   |  |  |  |  |  |  |
|  |           | Folgore   | Folgore | 2 |            |            |            |            |   |           |           |            |            |   |  |         |           |           |   |  |  | Folgore    | Folgore    | 0 |  |  |  |  |  |  |
|  |           |           |         |   |            |            |            |            |   |           |           |            |            |   |  |         | Tre Fiori | Tre Fiori | 1 |  |  | La Fiorita | La Fiorita | 2 |  |  |  |  |  |  |
|  |           |           |         |   |            |            | La Fiorita | La Fiorita | 2 |           |           | La Fiorita | La Fiorita | 4 |  |         |           |           |   |  |  |            |            |   |  |  |  |  |  |  |
|  |           | Cosmos    | Cosmos  | 1 |            |            | Cosmos     | Cosmos     | 1 |           |           |            |            |   |  |         |           |           |   |  |  |            |            |   |  |  |  |  |  |  |
|  |           |           |         |   | Faetano    | Faetano    | 2          |            |   | Faetano   | Faetano   | 0          |            |   |  |         |           |           |   |  |  |            |            |   |  |  |  |  |  |  |
|  |           |           |         |   | Tre Penne  | Tre Penne  | 1          |            |   |           |           |            |            |   |  |         |           |           |   |  |  |            |            |   |  |  |  |  |  |  |
|  | Tre Penne | Tre Penne | 1 (4)   |   |            |            |            |            |   |           |           |            |            |   |  |         |           |           |   |  |  |            |            |   |  |  |  |  |  |  |
|  | Folgore   | Folgore   | 1 (5)   |   |            |            |            |            |   |           |           |            |            |   |  |         |           |           |   |  |  |            |            |   |  |  |  |  |  |  |

### Primo turno
Si affrontano le seconde e le terze qualificate dei due gironi.
| Arbitro: | Raffaele Del Vecchio |

|  |                      |  |
|  | Tiri di rigore 4 – 3 |  |

| Arbitro: | Emiliano Albani |

|                      |                      |                 |
| Cibelli 90+4’ (rig.) | Marcatori            | 45’ Della Valle |
|                      | Tiri di rigore 4 – 5 |                 |

### Secondo turno
Si affrontano le perdenti del primo turno. La perdente è eliminata.
| Arbitro: | Cristiano Ascari |

|                            |           |             |
| Valentini 54’ Moroni 90+2’ | Marcatori | 5’ Pignieri |

Si affrontano le vincenti del primo turno. La vincitrice si qualifica direttamente al quarto turno.
| Arbitro: | Fabrizio Perotto |

|  |           |                            |
|  | Marcatori | 57’ Della Valle 83’ Ceschi |

### Terzo turno
Si affrontano le prime classificate dei due gironi.
| Arbitro: | Luca Barbeno |

|  |                      |  |
|  | Tiri di rigore 1 – 4 |  |

Si affrontano la perdente della prima partita e la vincente della seconda del secondo turno. La perdente è eliminata.
| Arbitro: | Marco Avoni |

|  |           |                |
|  | Marcatori | 54’ Genestreti |

### Quarto turno
Si affrontano la qualificata dal secondo turno e la vincente tra le prime classificate dei due gironi.
| Arbitro: | Salvatore Tuttifrutti |

|  |           |              |
|  | Marcatori | 12’ Perrotta |

Si affrontano la perdente tra le prime classificate dei due gironi e la vincente della seconda partita del terzo turno. La perdente è eliminata.
| Arbitro: | Leonardo Guidi |

|              |           |                         |
| di Paolo 86’ | Marcatori | 48’ Selva 73’ Gualtieri |

### Quinto turno
Si affrontano la perdente della prima partita e la vincente della seconda del quarto turno. La perdente è eliminata.
| Arbitro: | Michele Cruciani |

|                                                                       |           |             |
| Danilo Rinaldi 1’ Vendemini 38’ (aut.) Selva 52’ (rig.) Gualtieri 67’ | Marcatori | 58’ Bettini |

### Finale
Si affrontano la vincente della prima partita del quarto turno e del quinto turno.
| Arbitro: | Jhonny Casanova |

|  |           |                              |
|  | Marcatori | 72’ Pensalfini 91’ Gualtieri |

## Verdetti
- La Fiorita Campione di San Marino 2013-2014 e qualificato alla UEFA Champions League 2014-2015.
- Libertas (detentrice della Coppa Titano 2013-2014) e Folgore/Falciano ammesse alla UEFA Europa League 2014-2015.

## Classifica marcatori
| Gol |  |  | Giocatore              | Squadra        |
| --- |  |  | ---------------------- | -------------- |
| 18  |  |  | Valentin Grigore       | Cosmos         |
| 18  |  |  | Giacomo Gualtieri      | La Fiorita     |
| 13  |  |  | Emanuele Chiaretti     | Tre Fiori      |
| 12  |  |  | José Adolfo Hirsch     | Cosmos         |
| 12  |  |  | Andrea Moroni          | Faetano        |
| 11  |  |  | Franklin Silva Bahiano | San Giovanni   |
| 10  |  |  | Daniele Pignieri       | Tre Penne      |
| 9   |  |  | Alberto Cannini        | Juvenes/Dogana |
| 9   |  |  | Georgia Mariotti       | Juvenes/Dogana |
| 9   |  |  | Francesco Perrotta     | Folgore        |
| 8   |  |  | Fabio Ceschi           | Folgore        |
| 8   |  |  | Roberto Gatti          | Cailungo       |
| 7   |  |  | Mario Fucili           | Faetano        |
| 7   |  |  | Marco Ugolini          | Pennarossa     |

## Statistiche
Stagione regolare (gironi A e B)
- Maggior numero di vittorie:  La Fiorita (14)
- Minor numero di sconfitte:  La Fiorita (2)
- Migliore attacco:  La Fiorita (47 gol fatti)
- Miglior difesa:  Tre Fiori (13 gol subiti)
- Miglior differenza reti:  La Fiorita (+29)
- Maggior numero di pareggi:  Tre Penne,  Libertas,  Virtus,  Juvenes/Dogana (7)
- Minor numero di pareggi:  Cosmos (2)
- Minor numero di vittorie:  Domagnano (2)
- Maggior numero di sconfitte:  Domagnano (16)
- Peggiore attacco:  Murata (9 gol fatti)
- Peggior difesa:  San Giovanni (52 gol subiti)
- Peggior differenza reti:  San Giovanni (-29)
- Partita con più reti:  La Fiorita -  San Giovanni 5-3,  Pennarossa -  Folgore 5-3,  San Giovanni -  Domagnano 4-4 (8)
- Partita con maggiore scarto di gol:  Cailungo -  La Fiorita 0-6 (6)
- Maggior numero di reti in una giornata: 34 (4ª giornata)
- Minor numero di reti in una giornata: 12 (5ª e 10ª giornata)